# LST-671 운봉
LST-671 운봉함은 대한민국 해군의 전차상륙함이다. 운봉급 전차상륙함(UnBong Class Landing Ship, Tank)은 대한민국 해군의 전차상륙함(LST) 함급이다.
한편 운봉함은 옛 미국 해군 LST 1010이자 542급(542-class) 전차상륙함이다.

## 역사
- 1944년 2월 22일 미국 매사추세츠주 퀸시(Quincy) 베들레헴 제철사(Bethlehem Steel Co.)에서 건조
- 1944년 3월 29일 진수
- 1944년 4월 25일 취역
- 1947년 4월 4일 미 육군에 인계
- 1950년 3월 1일 미 해군에 반환
- 1955년 3월 22일 대한민국 해군에 인계, 운봉함(LST 807)로 명명, 추후 LST 671로 재지정
- 1974년 11월 1일 완전 구입
- 2006년 12월 28일 퇴역

## 같이 보기
- 김포함상공원